# Haplophthalmus mengii
Haplophthalmus mengii ist eine in Europa lebende Art der zu den Landasseln gehörenden Zwergasseln. Sie ist hell gefärbt, sehr klein und lebt häufig im Bodeninneren (euedaphisch).

## Merkmale
Die Körperlänge beträgt 2–4 mm. Der schmal ovale Körper ist weißlich bis hell orange gefärbt. Auf dem Rücken befinden sich deutliche Längsrippen oder längs angeordnete Höckerreihen. Der Hinterleib (Pleon) ist nicht schmaler als die Brust (Cephalothorax), mit 2 Höckerleisten auf dem 3. Hinterleibssegment. Der Körperrand ist also gleichmäßiger geformt als in anderen Zwergassel-Gattungen. Die Art besitzt keine Fleckenreihen und keine Marmorierung. Die Hinterecken des 1. Segments (1. Pereiomer) sind nach vorne gerundet.
Die Fühlergeißel besteht aus 4–10 Segmenten. Die Seitenlappen am Kopf sind deutlich erkennbar. Am Kopf befindet sich kein Mittellappen und keine Leiste. Außerdem ist kein Stirndreieck vorhanden. Die Augen bestehen aus einer Ocelle. Der Vorderrand des Kopfes ist außerdem dreieckig nach vorne gezogen.
Bei den Uropoden am Körperende ist der griffelförmige Außen-Ast (Exopodit) länger als der Innen-Ast (Endopodit). Das Grundglied der Uropoden trägt keinen Fortsatz. Das ebenfalls am Körperende liegende Telson ist breit abgestutzt.
Die Art besitzt keine Trachealsysteme, sondern Kiemen. Dies erklärt auch die Vorliebe für besonders feuchte Lebensräume.

### Ähnliche Arten
Am 7. Laufbeinpaar der Männchen trägt bei Haplophthalmus mengii der Carpus einen Dorn, während bei Haplophthalmus danicus und Haplophthalmus montivagus das Laufbeinpaar keine Modifikationen aufweist. Bei Haplophthalmus mariae sind dagegen Carpus und Merus deutlich breiter als lang.
Die Art sieht Haplophthalmus montivagus extrem ähnlich und kann nur im männlichen Geschlecht unterschieden werden. Die Spitzen der 1. Pleopoden-Endopodite sind bei der Verwechslungsart H. montivagus weiter aufgetrieben und es gibt Unterschiede in der Bedornung der 7. Pereiopoden (s. oben). Diese Unterschiede sind schon bei 25-facher Vergrößerung mit einer Stereolupe gut erkennbar, dazu muss aber das Tier auf dem Rücken liegen, so dass man auf die Schmalseite dieses Laufbeines blicken kann. Man erkennt bei H. mengii eine Verdickung des Merus, die den charakteristischen starken Dorn trägt. Bei H. montivagus ist keine Verdickung erkennbar, das Bein ist über seine ganze Länge fast gleichmäßig schmal. Bei H. mengii finden sich auch kurze keulenförmige Stacheln am Propodus.

## Verbreitung
Das Verbreitungsgebiet der Art liegt in Europa, vor allem in Mittel-, Nord- und Nordwesteuropa. Im Nordwesten lebt die Art auf Irland und Großbritannien, im Norden bis Schottland und Shetland. Im Norden ist die Art in Dänemark sowie im Süden Schwedens, Norwegens und Finnlands verbreitet, in Finnland jedoch nur in Gewächshäusern. Im Westen und Südwesten lebt die Art auf den Azoren und mit wenigen Fundorten auch in Portugal und Marokko, ansonsten in Frankreich (hier vor allem im atlantischen Teil und im Osten seltener), Belgien und den Niederlanden. Im zentralen Europa lebt die Art in Deutschland, der Schweiz (hier nur direkt aus der Grenzregion zu Deutschland bei Schaffhausen bekannt), Österreich, Norditalien (und mit einem Fund in Mittelitalien), Polen und Tschechien. Im Osten reicht das Verbreitungsareal der Art bis in die Slowakei, nach Ungarn, Slowenien und Kroatien.
Erst 1941 wurde von Karl Wilhelm Verhoeff die sehr ähnliche Art Haplophthalmus montivagus beschrieben. Bis 1992 hat außer Hans Strouhal 1964 für Österreich kein Autor diese Artaufteilung berücksichtigt, weshalb die Verbreitung beider Arten in Europa nur unzureichend geklärt ist.
In Deutschland ist H. mengii in großen Teilen des Landes verbreitet. Nachweise aus dem 21. Jahrhundert liegen vor aus Nordrhein-Westfalen, Hessen, dem Saarland, Baden-Württemberg und Bayern. Funde aus der zweiten Hälfte des 20. Jahrhunderts gibt es auch aus Rheinland-Pfalz, Niedersachsen und Sachsen. Noch ältere Funde gibt es auch aus Brandenburg, Hamburg und Mecklenburg-Vorpommern. In Südwestdeutschland scheint die Art verbreiteter zu sein als im Norden und Osten.  Nach anderen Angaben lebt sie vor allem in Mittel- und Norddeutschland.
Die Art gilt in Deutschland als ungefährdet.

## Lebensraum
Haplophthalmus mengii ist ein typischer Vertreter der Uferfauna von Fließgewässern und kommt dort am individuenreichsten vor. Sie wird häufig an verrottendem Holz, in Humus, Mülldeponien und einer Vielzahl von feuchten Standorten gefunden, da die Art feuchtigkeitsliebend ist. Die Tiere sind gute Gräber und können bis in Tiefen von 20 cm im Boden gefunden werden. Nach längerem Regen kommen sie bis zur Erdoberfläche empor und halten sich dann in Wurzelbüscheln von Gräsern oder im Genist auf. In Hessen wurde die Art häufig im Freiland, synanthrop dagegen seltener nachgewiesen. Es gibt auch Angaben, die berichten, die Gattung Haplophthalmus lebt vor allem in Gewächshäusern.
Von den Britischen Inseln wird berichtet, dass die Art meistens auf der Unterseite tief eingegrabener Steine und Totholz zu finden ist, aber auch in brüchigem, humusreichen Boden vorkommt sowie in länger verrottetem Kompost und an der Küste in feuchtem Torfboden, der sich unter Kies und Geröll ansammelt.

## Lebensweise
Bei Störungen laufen die Tiere langsam. Sie sind ganzjährig zu finden.
Die Art ist regelmäßig mit einer ganzen Reihe anderer Zwergasseln vergesellschaftet, u. a. Trichoniscoides helveticus, Hyloniscus riparius, Trichoniscus pusillus, Trichoniscus pygmaeus, Haplophthalmus danicus und Haplophthalmus montivagus.

## Taxonomie
Die Art wurde 1844 von Ernst Gustav Zaddach unter dem Namen Itea mengii erstbeschrieben. Weitere Synonyme lauten:
- Haplophthalmus africanus Vandel, 1959
- Haplophthalmus cottianus Verhoeff, 1936
- Haplophthalmus dollfusi Verhoeff, 1901
- Haplophthalmus elegans Schoebl, 1860
- Haplophthalmus perezi Legrand, 1942
- Haplophthalmus verhoeffi Strouhal, 1948

Eine Falschschreibung der Art lautet Haplophthalmus mengei.

### Unterarten
Es wurden drei Unterarten beschrieben. Diese sind:
- Haplophthalmus mengii cottianus Verhoeff, 1936
- Haplophthalmus mengii lagrecai Brian, 1952
- Haplophthalmus mengii mengii (Zaddach, 1844)